# Дванадцять місяців (п'єса)
«Дванадцять місяців» (рос. Двенадцать месяцев) — драматична п'єса-казка радянського письменника Самуїла Маршака написана за сюжетом словацької народної казки «Про дванадцять місяців». Твір написано в 1942—1943 роках для Московського художнього театру. Вперше п'єсу поставлено 1947 року на сцені Московського театру юного глядача, а 1948 року —  на сцені Московського художнього театру. П'єса складається із чотирьох дій та восьми картин.

## Історія
Як згадував сам Самуїл Маршак, джерелом для сюжету стала чеська легенда про дванадцять місяців, з якою він ознайомився задовго до написання власного твору.
1956 року за мотивами п'єси вийшла однойменна екранізація, здійснена студією «Союзмультфільм» (Москва), а 1972 року вийшов художній фільм — «Дванадцять місяців». 1980 року японська кіностудія «Тоей» випустила однойменний анімаційний фільм.

## Синопсис
Принцеса вважає, що за її наказом у зимову пору року можуть розцвісти навіть проліски, тому вона видає наказ щедро винагородити того, хто принесе такі бажані їй квіти. Дізнавшись про указ, зла мачуха посилає у зимовий ліс свою пасербицю, щоб та у будь-який спосіб роздобула проліски. Дівчинка натрапляє на галявину, де коло багаття гріються брати-місяці. Вони допомагають дівчинці знайти квіти, а Квітень дарує їй чарівний перстень.

## Сюжет
Професор навчає Королеву, чотирнадцятирічну норовливу дівчинку. Коли мова заходить про Новий рік, вона бажає, щоб завтра на святковий стіл їй принесли проліски, аби вона могла на них подивитись. Професор запевняє, що це неможливо, але Королева видає наказ —  той, хто принесе кошик таких бажаних їй квітів, отримає такий самий кошик золота. Мачуха та її рідна дочка мріють про таку нагороду, тому щойно пасербиця повертається з хмизом, вони знову надсилають її до лісу —  виконувати наказ Королеви.
Змерзла пасербиця виходить на галявину, де горить багаття, навколо якого гріються дванадцять братів-місяців. Вони уважно слухають її історію, а Квітень просить братів відлучитись на деякий час, щоб допомогти дівчинці. Пасербиця повертається додому з пролісками та чарівним перснем, що їй подарував Квітень. Якщо станеться біда, просто треба кинути перстень та промовити чарівні слова, після чого всі місяці прийдуть на допомогу.
Поки втомлена пасербиця спить, її зведена сестра викрадає перстень. Мачуха та її дочка йдуть з пролісками до королівського палацу, залишивши пасербицю вдома. Радісна Королева хоче, аби вони розповіли, як їм вдалося знайти квіти взимку, проте вони вигадують небилицю про чарівне місце, де взимку ростуть не тільки квіти, але й гриби та ягоди.
Королева вирішує разом із придворними відвідати те чарівне місце. Мачуха та її дочка навперебій повторюють, що те місце вже замело снігом, і признаються, що проліски насправді зібрала пасербиця. Королева їде разом із ними та пасербицею до лісу. Головна героїня нарікає, що в неї відібрали перстень, тому Королева наказує повернути їй його. Вона також вимагає, щоб пасербиця розповіла, де вона знайшла проліски, але дівчина відмовляється. Королева наказує зняти з неї шубу, погрожує стратою і кидає її перстень в ополонку. Пасербиця проказує чарівні слова та втікає.
Одразу настає весна, а згодом й літо. Навколо Королеви стає сухо і тепло, з'являється ведмідь, який лякає Королеву, але не завдає їй шкоди та втікає до лісу. Настає осінь. Промокнувши під сильним осіннім проливним дощем, Королева раптово мерзне, оскільки настає зима. Завірюха забирає всі шуби, які з себе скинули придворні, що залишають Королеву саму, і тікають назад до палацу. З Королевою залишаються лише старий солдат та професор, однак їхати на санах вони не можуть, оскільки придворні розпрягли коней, на яких й втекли.
З лісу виходить старий Січень у білій шубі та пропонує кожному загадати одне бажання. Королева бажає повернутись додому, професор —  щоб пори року вернулись на свої місця, солдат —  просто погрітися біля багаття, а мачуха з дочкою —  шуби «хоч би з соболевого хутра». Січень починає з останнього бажання і дарує матері з дочкою шуби. Вони сваряться і «лаються», що не просили соболиних шуб, після чого обертаються на собак, яких запрягають в сани , на яких Королева повертається до палацу.
Солдат приходить погрітися біля багаття братів-місяців. Там він зустрічає пасербицю, яка одягнена у все нове, а поруч запряжені прекрасні білосніжні коні. На собаках далеко не заїдеш, тому солдат просить Королеву, аби вона попрохала пасербицю їх підвести. Як тільки вона не намагалась —  і наказувала, і обіцяла щедро винагородити —  головна героїня відмовлялася. Солдат пояснює гордовитій Королеві, як треба просити «по-доброму», і вона можливо вперше у своєму житті промовляє слово «будь ласка». Пасербиця з радістю садить усіх в сани та дає кожному по шубі. Усі їдуть додому, залишивши братів-місяців біля новорічного багаття.

## Переклад українською
- Самуїл Маршак. Дванадцять місяців. — К. : Молодість, 1950. — 88 с.